# Sicilia Futura
Il Patto dei Democratici per le Riforme - Sicilia Futura (PDR - SF), abbreviato in Sicilia Futura, è un partito politico regionalista della Sicilia, di ispirazione autonomista e democristiana.

## Storia
Il partito nasce il 23 ottobre 2015 a sostegno della giunta regionale di Rosario Crocetta, dalla fusione tra il Patto dei Democratici per le Riforme (guidato dall'ex ministro Salvatore Cardinale) e Sicilia Democratica. Salvatore Cardinale viene eletto presidente del partito, mentre Giuseppe Picciolo (ex esponente del Partito Democratico e del Movimento per le Autonomie) viene nominato segretario. Una parte di Sicilia Democratica rifiuta però la fusione e mantiene il vecchio nome, nominando come nuovo presidente Stefano Cusumano.
Nel settembre del 2017 viene creata un'unica lista regionale con il Partito Socialista Italiano a sostegno del candidato presidente Fabrizio Micari, ottenendo due seggi all'Assemblea regionale siciliana nelle elezioni regionali siciliane del 2017.
Alle elezioni politiche del 2018 viene rieletta alla Camera dei Deputati nella lista PD, in rappresentanza di Sicilia Futura, la deputata Daniela Cardinale (figlia del presidente del partito Salvatore Cardinale).
Nell'aprile 2019 l'assemblea degli iscritti di Sicilia Futura sancisce la fine dell'alleanza con il Partito Democratico: conseguentemente, la deputata Daniela Cardinale lascia il Partito Democratico e passa al Gruppo misto.
Nel novembre 2019 Sicilia Futura forma un gruppo unico nell’Assemblea regionale siciliana con Italia Viva, il neonato partito dell'ex premier Matteo Renzi.
Nell’ottobre del 2021 raggiunge un accordo politico con Forza Italia in vista delle elezioni comunali di Palermo e delle regionali del 2022. L'accordo con Forza Italia è confermato in occasione delle elezioni regionali in Sicilia del 2022, con l'inserimento di esponenti di SF nella lista di FI a sostegno del candidato del centrodestra Renato Schifani.
Alle elezioni europee del 2024 il partito riesce a far eleggere Edmondo Tamajo tra le file della lista unitaria di centro-destra Forza Italia - Noi moderati, tuttavia Tamajo rinuncia al seggio in favore di Caterina Chinnici.

## Segretari
- Salvatore Cardinale (2015 - 2019)
- Giuseppe Picciolo (2019 - in carica)

## Risultati elettorali
| Elezione       | Voti                           | %                              | Seggi  |
| -------------- | ------------------------------ | ------------------------------ | ------ |
| Regionali 2017 | 115.751                        | 6,01                           | 2 / 70 |
| Regionali 2022 | In Forza Italia                | In Forza Italia                | 2 / 70 |
| Europee 2024   | In Forza Italia - Noi Moderati | In Forza Italia - Noi Moderati | 0 / 76 |